# Sénégal Airlines
L'élégance Africaine.
Sénégal Airlines est une compagnie aérienne du Sénégal, composée à majorité de fonds privés. 
Lancée en 2009, elle effectue son premier vol en janvier 2011. 
En octobre 2013, elle dessert 13 destinations intérieures et régionales en Afrique majoritairement en Afrique de l'Ouest avec une flotte de 2 avions. 

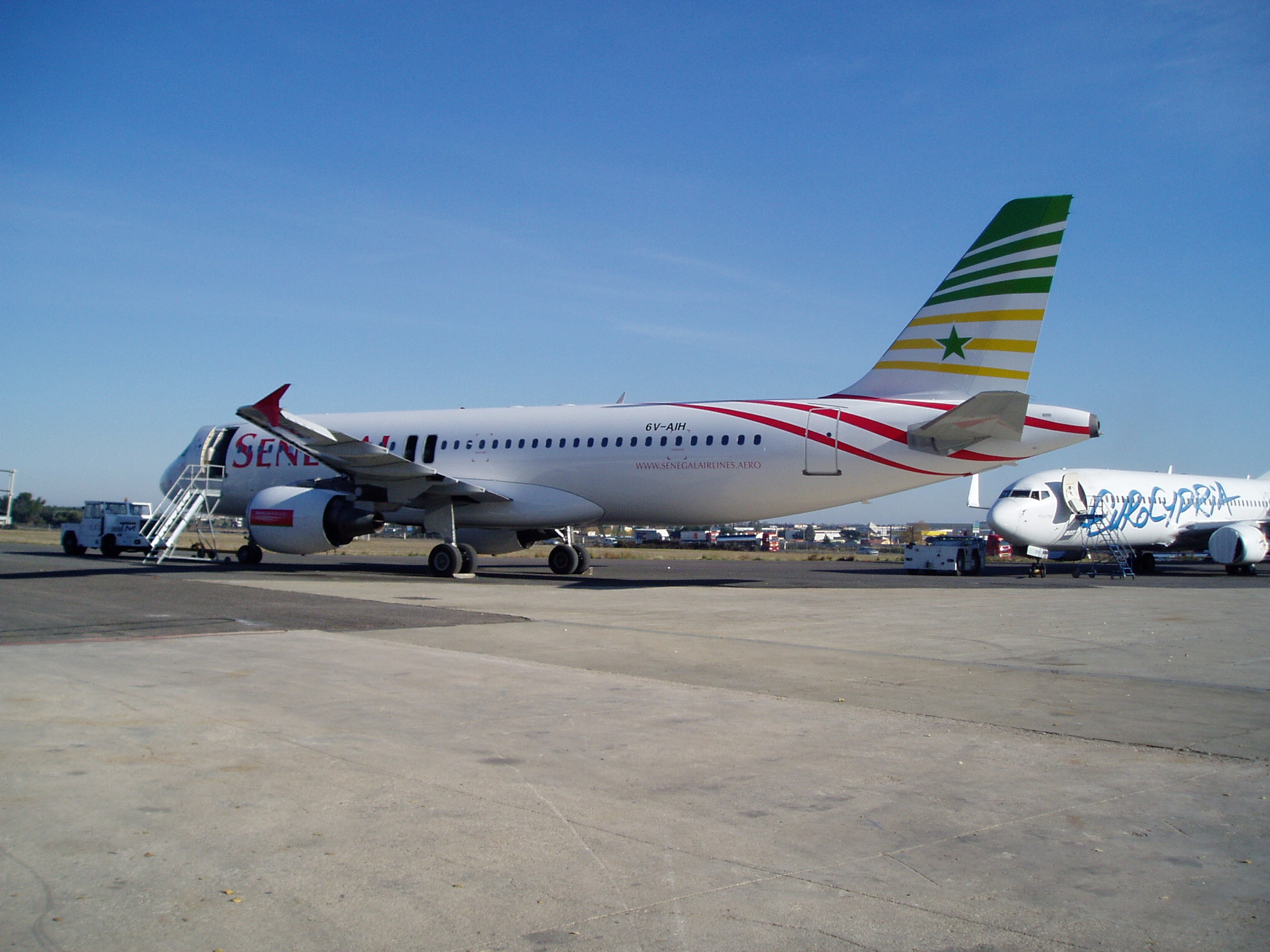
Un Airbus A320 de Sénégal Airlines

Elle est dissoute en avril 2016.

## Historique
Basée à l’Aéroport International de Diass situé à 47 kilomètres au sud de Dakar, Sénégal Airlines est créée après la faillite d’Air Sénégal International en avril 2009. 
Elle s’appuie sur la compagnie des Émirats arabes unis, Emirates pour sa mise en place opérationnelle et choisit d’utiliser des avions d’Airbus. 
L’état et diverses sociétés publiques détiennent 64 % de son capital, le reste étant partagé entre le Groupement National des Privés du Sénégal, le Groupement de Prestataires Aéroportuaires et la Fédération des Assureurs du Sénégal.
En mars 2015, la compagnie annonce la suppression de 40 % de ses effectifs, de 40 % de sa masse salariale, de la réduction de la flotte de deux avions, à la suite d'une dette accumulée de 73 millions de dollars.  
Le 7 mai 2015 la compagnie est désignée pour le transport des pèlerins jusqu'à La Mecque. 
En avril 2016, le ministre sénégalais de l'économie annonce la dissolution de la compagnie.

## Flotte
En juin 2015, Sénégal Airlines opère la flotte suivante :
Depuis fin 2015, elle n'exploite plus qu'un seul avion, un Embraer 145 de 50 places.